# Astrochalcis
Astrochalcis is een geslacht van slangsterren uit de familie Gorgonocephalidae.

## Soorten
- Astrochalcis micropus Mortensen, 1912
- Astrochalcis tuberculosus Koehler, 1905